# Teliga (Ort)
Teliga ist eine osttimoresische Siedlung im Suco Ainaro (Verwaltungsamt Ainaro, Gemeinde Ainaro). Sie ist die einzige Siedlung in der Aldeia Teliga.
Teliga liegt im Süden der Aldeia auf einer Meereshöhe von 1218 m. Nach Nordwesten steigt das Land auf über 2000 m. Aus der Aldeia Nugufú kommt eine Straße aus der nahe gelegenen Stadt Ainaro und endet im Dorf Teliga. Am Südrand der Siedlung steht eine Grundschule.